# 소냐 옐리치
소냐 옐리치(Sonja Yelich, 1965년 ~ )는 크로아티아-뉴질랜드계의 시인이다. 또한 뉴질랜드의 가수이자 송라이터 로드의 엄마이기도 하다.

## 어린 시절
소냐 옐리치(크로아티아어: Sonja Jelić)는 1965년 뉴질랜드의 오클랜드에서 달마티아에서 이민을 온 크로아티아계 가족 사이에서 태어났다. 그녀는 오클랜드 대학교에 진학하여 문학을 공부하였으며, 이윽고 선생님이 되었다.

## 경력
옐리치의 초기 시는 "AUP Poets 2"(2002)에 수록되었다. 첫 시집은 Clung(오클랜드 대학교 출판부, 2004)는 뉴질랜드 포스트 북 어워드 '제시 맥케이 최우수 시집 한 권(Jessie Mackay Best First Book of Poetry)' 부문을 수상하였다. 또한 그녀의 시는 2002년, 2004년, 2005년, 2008년 뉴질랜드 최고의 시 시리즈로 선정되었다. 이외에도 "New New Zealand Poets in Performance"(AUP, 2008년 7월)에도 선정되어, CD와 함께 발매되었다.
옐리치의 두 번째 시집 "Get Some"(AUP, 2008)은 뉴질랜드 포스트 북 어워드에서 최종까지 올라갔다. Get More는 이라크에서 복무하는 미국의 해병 "에드가"에 초점을 맞추고 있다.
2010년, 옐리치는 버들 핀들리 사지슨 펠로우십을 받았는데, 이것은 그녀가 사지슨 센터에 상주하면서 글을 쓸 수 있도록 하는 것이다. 이 센터는 오클랜드 대학교와 인접해 있으며, 매년 4만 뉴질랜드 달러를 받는다.

## 사생활
옐리치는 현재 빅 오코너와 함께 오클랜드에서 살고 있다. 그들은 딸 제리(1994년생), 엘라(1996년생, 가수 로드로 더 잘 알려져 있음), 인디(1998년생), 그리고 아들 안젤로(2001년생)까지 4명의 자녀를 두었다. 2014년 6월 두 사람은 약혼을 하였고, 2017년 5월 6일 결혼식을 올렸다.

## 시집
- Clung (2004)
- Get Some (2008)[1]